# Ho-dynastie
De Ho-dynastie (Vietnamees: Nhà Hồ, uitspraak: /ho21/) is een Vietnamese dynastie die is begonnen toen Ho Quy Ly in 1400 de macht greep en de Tran-dynastie afzette en eindigde toen keizer Ho Han Thuong in 1407 werd verslagen door de Chinese Ming-dynastie. De naam van het land was onder hun regime Đại Ngu ("Groot-Ngu"; "Ngu" is een familie verwant aan de Ho's).

## Stichting
De Ho-dynastie is opgericht door Ho Quy Ly, een adviseur van de Trans. In 1371 (toen zijn familienaam nog Le (Lê) was) werd hij door de toenmalige keizer Tran Du Tong benoemd tot eerste minister. Later kreeg hij van keizer Tran Nghe Tong de hand van diens dochter prinses Huy Ninh.
De Tran-dynastie was al een hele tijd in verval. Aan het einde van hun heerschappij was het de vader van de keizer, Tran Nghe Tong, die alle beslissingen nam. Hij zorgde voor de promotie van Ho Quy Ly en toen hij ouder werd, was het Quy Ly die meer en meer verantwoordelijk was voor het bestuur. Quy Ly's macht werd met de dag groter en Nghe Tong kon er door zijn ouderdom en zwakte niets meer tegen doen.
In 1395 stierf Tran Nghe Tong. Ho Quy Ly werd regent, bevelhebber van het leger en uiteindelijk had hij alle macht in handen. Hij dwong de keizer de hoofdstad te verhuizen van Thang Long (nu Hanoi) naar Thanh Hoa, hij vermoordde alle hovelingen die trouw waren aan de Trans en in februari 1400 zette hij keizer Tran Thieu De af. Hij kroonde zichzelf tot keizer van het land en hernoemde dit tot Đại Ngu.

## Beleid
Het eerste papiergeld werd uitgegeven in 1396 onder keizer Tran Thuan Tong, die eigenlijk stond onder het gezag van Ho Quy Ly. Tijdens hun regeerperiode voerden de Ho's enkele hervormingen door op velerlei gebieden. Een burgerlijke stand werd opgericht, het aantal huisdienaars werd beperkt, er werden graanschuren gebouwd, wetten en huurprijzen werden vastgelegd, braakgronden werden bewoond en verbouwd, er werd een bureau voor medisch toezicht opgericht enzovoort. Al deze hervormingen hadden in de praktijk echter weinig effect. Door de manier waarop de Ho-dynastie aan de macht was gekomen wantrouwde het volk hen.

### Administratie
Onder keizer Ho Han Thuong werd in 1401 een burgerlijke stand opgericht en er kwam een wet op het aantal huisdienaars. In 1403 werden mensen zonder gronden verhuisd naar Thang Hoa (Thăng Hoa), een territorium dat het koninkrijk Champa had gegeven bij wijze van schadeloosstelling. Er werden ook vijf "Quảng tế's" opgericht, die moesten toezien op de volksgezondheid.

### Wet en recht
Aan het eind van 1401 werden het statuut van mandarijn en het strafrecht van het land vastgelegd. De geschiedschrijving is echter niet helemaal duidelijk over welke veranderingen op dat vlak juist werden doorgevoerd.

### Economie
In april 1396 werd het eerste papiergeld uitgegeven. Eén koperen quan werd vervangen door twee papieren. Het kopergeld werd afgeschaft. Op het namaken van bankbiljetten stonden de doodstraf en het confisqueren van landen en goederen. Sommige historici denken dat Ho Quy Ly het kopergeld heeft afgeschaft om het koper te gebruiken voor het smeden van wapens. Het papiergeld werd ingevoerd voordat de Ho-dynastie werkelijk aan de macht kwam. Niettemin wordt het meestal geklasseerd onder de verwezenlijkingen van Ho Quy Ly.
In 1400 werden de belastingen vastgelegd in drie niveaus: hoog (5 quan), middelmatig (4 quan) en laag (3 quan). In 1402 werden de pachtprijzen eveneens vastgelegd. Wezen en weduwen, en mensen zonder gronden hoefden geen belastingen te betalen.
In 1401 werd een bureau opgericht dat rijst moest inslaan om de economie te stabiliseren.
In 1403 werden de waarden van de maateenheden en de waarde van het geld vastgelegd.

### Buitenlandse politiek
De relaties tussen de Ho's enerzijds en de Chinese Ming-dynastie en het koninkrijk Champa anderzijds waren redelijk complex.
Nadat de Mings China in 1367 hadden herenigd, begonnen ze zich te moeien met de politiek in het zuiden. De Ho's konden niet anders dan buigen en in 1405 moesten ze enkele gronden afstaan om een oorlog te vermijden. Het jaar erna vielen de Mings het land niettemin binnen.
Wat de relaties met Champa betreft stond Vietnam altijd het sterkst. In de beginjaren van de Ho-dynastie slaagden ze erin enkele territoria van Champa in te nemen.

### Religie
De Ho's waren niet boeddhistisch zoals hun voorgangers, maar eerder confucianistisch. In 1396 vaardigde keizer Tran Thuan Tong op bevel van Ho Quy Ly een edict uit dat alle monniken van vijftig jaar en minder moesten worden ontslagen.

## Inval door de Ming-dynastie
Vóór de inval van de Chinezen werd het Vietnam gemobiliseerd om de verdediging voor te bereiden. Het leger werd heringedeeld, er werden oorlogsschepen gebouwd, rivieren werden geblokkeerd enzovoort. In april 1406 stuurden de Mings honderdduizend soldaten naar het zuiden, onder het mom de Tran-dynastie te willen herstellen. In enkele kleine veldslagen moesten de Ho's het onderspit delven, maar ook de Chinezen moesten zich terugtrekken omdat ze onvoldoende manschappen hadden.
In september van hetzelfde jaar trokken nog tweemaal vierhonderdduizend Chinese soldaten het land in. In oktober kwamen de Chinese legers samen aan de Bach Hac-rivier (sông Bạch Hạc) en ze sloegen hun kamp op aan de noordelijke oever van de Cai-rivier (sông Cái). De tweede december namen ze de stad Viet Tri (Việt Trì), de oevers van de Moc Hoan-rivier (sông Hộc Hoan) en de blokkade op de Bach Hac-rivier. De zevende december wilden de Ming-legers hun schepen verslepen naar de noordelijke over van de Thien Mac-rivier (sông Thiên Mạc). Ze werden verslagen door de generaal Tran Dinh (Trần Đĩnh). De negende voerden de Chinezen een verrassingsaanval uit op de Ho-legers te Moc Hoan (bãi Mộc Hoàn). De Ho-generaal Nguyen Cong Khoi (Nguyễn Công Khôi) was niet goed voorbereid en nagenoeg alle schepen werden verbrand en zijn troepen werden zwaar toegetakeld. Niemand kwam hem te hulp. De Chinezen bouwden een drijvende brug om de rivier over te steken. De twaalfde vielen ze de versterking van Da Bang (thành Đa Bang) aan. Het fort viel en de Chinezen namen het in.
20 februari 1407 verplaatste de strijd zich naar de Lo-rivier (sông Lô). De Mings bezetten beide oevers van die rivier en de Vietnamezen werden verslagen. Ho Quy Ly en Ho Han Thuong keerden terug naar Thanh Hoa. Ze stuurden het leger naar Muon Khau (Muộn Khẩu) waar ze weer tegen de Chinezen vochten. Door heel wat moeilijkheden, ziektes en de moerassige grond werd de strijd weer verhuisd. Op 13 maart bevochten ze de Chinezen bij de haven van Ham Tu (cửa Hàm Tử), maar ze werden weerom verslagen. Ho Quy Ly en Ho Han Thuong leidden het leger terug naar Thanh Hoa. Op 23 april waren het de Chinezen die in het offensief gingen en de Ho-legers konden niet anders dan te vluchten. De 29ste nam het Ming-leger de haven van Dien Canh (cửa biển Điển Canh) en dat betekende het einde voor de vloot van de Ho's.
In mei rukten de Chinese troepen steeds verder op. Ho Quy Ly zelf werd verslagen bij de Chi Chi-velden (bãi Chỉ Chỉ). De 12de mei werd Ho Han Thuong verslagen op de Cao Vong-berg (núi Cao Vọng) in Ha Tinh. Dat was het einde van de Ho-dynastie. Enkele familieleden en vertrouwelingen trachtten het verzet nog voort te zetten, maar uiteindelijk kwam heel Vietnam voor de komende elf jaar onder Chinees bestuur te staan.

## Lijst van Ho-keizers
| Tempel- naam | Regeernaam                                   | Echte naam    | Leven      | Regering  | Postume naam |
| ------------ | -------------------------------------------- | ------------- | ---------- | --------- | ------------ |
| geen         | Thánh Nguyên (1400-1400)                     | Hồ Quý Ly     | 1336-1407? | 1400-1400 | geen         |
| geen         | Thiệu Thành (1401-1402) Khai Đại (1403-1407) | Hồ Hán Thương | ?-1407?    | 1401-1407 | geen         |